# Erliansaurus bellamanus
Erliansaurus bellamanus („ještěr od města Erlian“) byl druh terizinosauroidního teropodního dinosaura, žijícího v období pozdní křídy (geologický stupeň santon, asi před 85 miliony let) na území dnešního Vnitřního Mongolska v Číně.

## Historie a zařazení

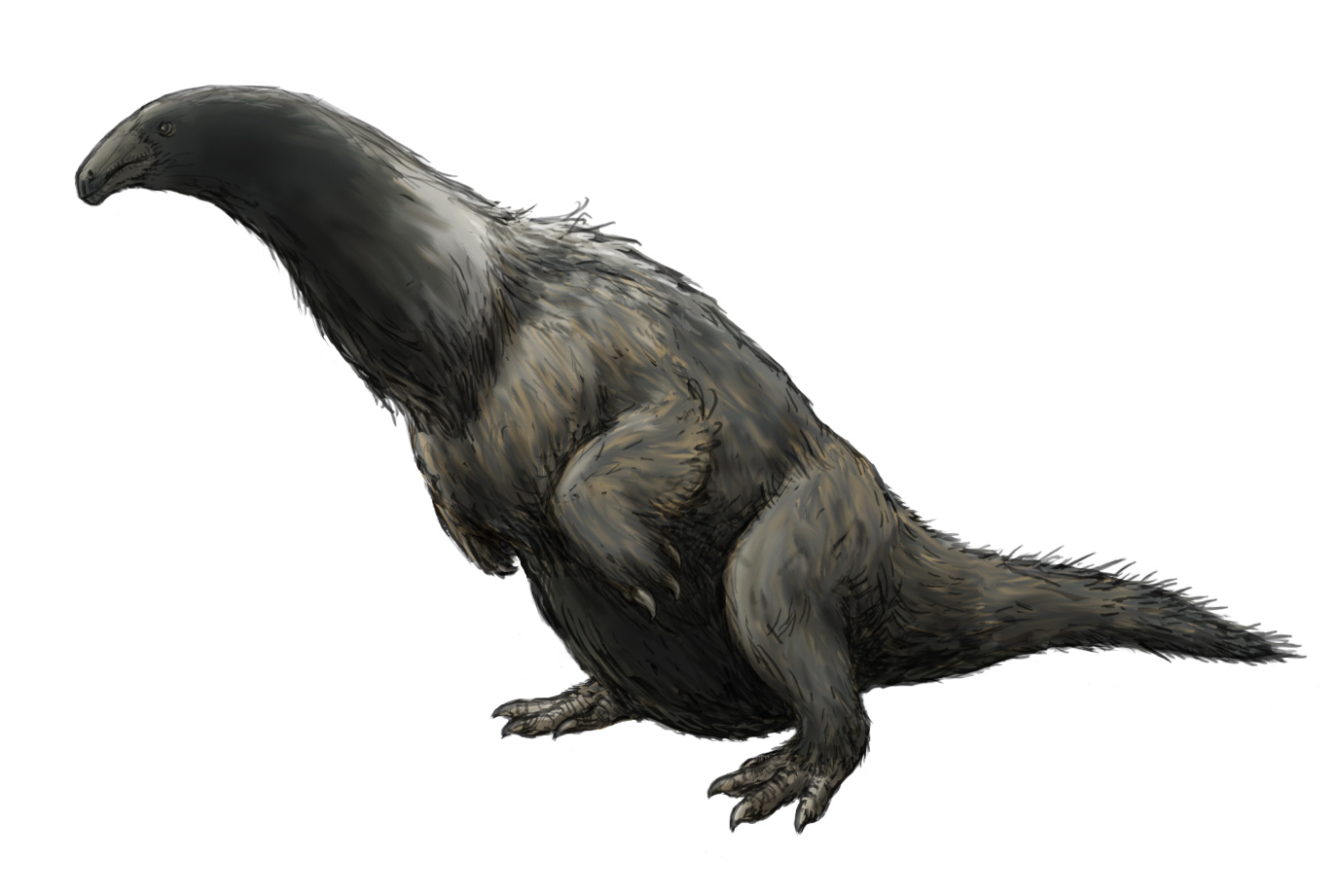
Erliansaurus bellamanus – jedna z možných podob tohoto dinosaura.

Holotyp tohoto druhu (označení LH V0002) byl objeven v sedimentech souvrství Iren Dabasu, bohatého na objevy dinosaurů i dalších živočichů z období před asi 85 miliony let. Jedná se o částečně dochovanou kostru subadultního (plně nedospělého) jedince o délce kolem 2,5 metru. Lebka se nedochovala. Výborně dochovaná kostra přední končetiny však dala tomuto terizinosaurovi jeho druhové jméno (bellamanus znamená doslova "mající krásnou paži"). Rodové jméno zase odkazuje k městu Erlian, ležícímu nedaleko místa objevu. Typový druh E. bellamanus byl formálně popsán mezinárodním týmem paleontologů v roce 2002. Jedná se nejspíš o vývojově primitivního zástupce skupiny Therizinosauroidea.

## Rozměry a popis

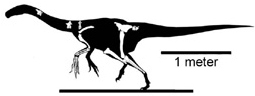
Rekonstrukce dochovaných kosterních částí erliansaura.

Podle paleontologa Thomase R. Holtze, Jr. byl tento dinosaurus asi 2,6 metru dlouhý a dosahoval hmotnosti dospělého lva. Podle Gregoryho S. Paula dosahoval tento teropod v dospělosti délky asi 4 metry a jeho hmotnost se pohybovala kolem hodnoty 400 kilogramů.. Stehenní kost erliansaura měřila na délku 41,2 cm. Tento teropod byl jako mnoho jeho příbuzných druhotně býložravý a chodil zřejmě pouze po zadních končetinách. Přední mu sloužily k manipulaci s větvemi stromů a zřejmě i k obraně.